# 6204 МакКензі
6204 МакКензі (6204 MacKenzie) — астероїд головного поясу, відкритий 6 травня 1981 року.
Тіссеранів параметр щодо Юпітера — 3,653.